# Squadron Supreme
Squadron Supreme är en superhjältegrupp från en alternativ jord, i USA publicerad av Marvel Comics. I själva verket är Squadron Supreme en tunt förklädd kopia av DC Comics' Justice League of America.

## Serien
Första framträdandet var i Avengers nr 85 (1971), i ett äventyr av Roy Thomas, John Buscema och Frank Giacoia. Gruppen har vid mer än ett tillfälle gästspelat i just Avengers tidning.
Det verkligt definierande verket om Squadron Supreme anses allmänt vara maxiserien på 12 nummer med samma namn, skriven av Mark Gruenwald. Här infiltreras Squadron Supreme av Redeemers, en grupp rehabiliterade superskurkar. När Gruenwald dog några år senare blandades hans aska in i bläcket som användes för att trycka den första samlingsvolymen av hans mästerverk, allt enligt hans egen sista vilja.
Sedan dess har det gjorts några få specialare, men ingen har fått samma framgång. Supreme Powers är den senaste versionen från Marvel Comics.

## Medlemmar och deras motsvarigheter
Många av medlemmarna i Squadron Supreme var tunt maskerade motsvarigheter till DC Comics' Justice League of America. Senare medlemmar bestod av Redeemers och där var det svårare att se någon direkt motsvarighet hos DC.
- Hyperion (Superman)
- Nighthawk (Batman)
- Whizzer (Flash Comics)
- Dr. Spectrum (Green Lantern)
- Power Princess (Wonder Woman)
- Amphibian (Aquaman)
- Skrull (Martian Manhunter)
- Black Archer (Green Arrow)
- Tom Thumb (Atom)
- Blue Eagle (Hawkman)
- Lady Lark (Black Canary)
- Arcanna (Zatanna)
- Nuke (Firestorm)
- Ape X
- Dr. Decibel
- Foxfire
- Lamprey
- Quagmire
- Shape (Elongated Man)
- Redstone
- Moonglow
- Thermite
- Haywire
- Inertia

 Artikeln var, i den version den hade den 6 februari 2006, helt eller delvis hämtad från Seriewikin (hos Seriefrämjandet): Squadron Supreme